# Кожа (Арганил)
Кожа (порт. Coja) — район (фрегезия) в Португалии, входит в округ Коимбра. Является составной частью муниципалитета Арганил. По старому административному делению входил в провинцию Бейра-Литорал. Входит в экономико-статистический субрегион Пиньял-Интериор-Норте, который входит в Центральный регион. Население составляет 1650 человек на 2001 год. Занимает площадь 20,63 км².
Покровителем района считается Архангел Михаил (порт. São Miguel).